# Kara-Manikpur
Kara-Manikpur, o semplicemente Kara è stata una subah (provincia) nell'India medievale.

## Descrizione
La provincia si articolava in due entità Kara e Manikpur, site sulle opposte sponde del fiume Gange, in quello che è l'attuale Stato dell'Uttar Pradesh.
È ancora chiamata Kara-Manikpur, anche se Kara fa parte del distretto di Kaushambi, mentre Manikpur è diventata parte del distretto di Pratapgarh, nell'Uttar Pradesh.

## Storia
Nell'XI secolo, il santo guerriero dell'Islam, Ghāzī Sayyid Salār Masʿūd, sconfisse i principi di Manikpur e Kara, ma un potere islamico non fu costituito fino alla disfatta di Jaya-chandra da parte di Muhammad Ghūrī. Manikpur e Kara furono importanti sedi di Governatorato nel primo periodo islamico. ʿAlāʾ al-Dīn Khaljī fu colà governatore, prima di diventare Sultano di Delhi, assassinando il suo predecessore, zio, tutore e suocero, Jalāl al-Dīn Khaljī sulle sponde del fiume, presso Manikpur e Kara, di cui era governatore Ulugh Khān, complice di ʿAlāʾ al-Dīn, anche se l'assassino formale fu un suo scherano, di nome Muḥammad Salīm.
Nel XV secolo, il distretto cadde il controllo dei Sultani Sharqī di Jaunpur e, dopo la riconquista da parte dei sovrani di Delhi, i capi Rajput furono spesso in guerra coi governatori musulmani. 
Gli Afghani mantennero poi il controllo del distretto, e all'inizio del regno di Akbar (metà del XVI secolo), il governatore di Manikpur si ribellò.